# مسجد حنفیه گوراوان
مسجد حنفیه گوراوان مربوط به دوره ایلخانی - دوره قاجار است و در شهرستان عجب شیر، روستای گوراوان واقع شده و این اثر در تاریخ ۱۱ مهر ۱۳۸۳ با شمارهٔ ثبت ۱۱۱۵۸ به‌عنوان یکی از آثار ملی ایران به ثبت رسیده است.